# Episoriculus caudatus
Episoriculus caudatus är en däggdjursart som först beskrevs av Thomas Horsfield 1851.  Episoriculus caudatus ingår i släktet Episoriculus och familjen näbbmöss. Internationella naturvårdsunionen kategoriserar arten globalt som livskraftig.
Arten når en kroppslängd (huvud och bål) av 58 till 74 mm, en svanslängd av 48 till 69 mm och bakfötterna är 12 till 16 mm långa. Näbbmusen har kanelbrun päls på ovansidan, ibland med grå skugga och en ljusare päls på undersidan. Svansen kan vara uppdelad i en mörk ovansida och en vitaktig undersida men det finns även individer med enfärgad svans. I varje halva av överkäken förekommer en framtand, fyra tänder med en enkel spets samt kindtänderna.
Denna näbbmus förekommer i asiatiska bergstrakter i södra Kina, Nepal, nordöstra Indien och Myanmar. Arten vistas i regioner som ligger 1800 till 3600 meter över havet. Habitatet utgörs av bergsskogar med barrväxter och rhododendron samt av bergsängar. Undervegetationen i skogar består vanligen av gräs eller mossa. Episoriculus caudatus besöker även jordbruksmark.
Honor har en kull mellan april och juni med 5 eller 6 ungar samt en kull mellan augusti och oktober med 3 till 5 ungar.

## Underarter
Arten delas in i följande underarter:
- E. c. caudatus
- E. c. sacratus
- E. c. umbrinus